# Luis Castillo Saa
Jesús Luis Castillo Saa (Guayaquil, Ecuador; 26 de abril de 1999) es un futbolista ecuatoriano. Juega de Defensa y su equipo actual es Emelec que compite en la Serie A de Ecuador.

## Trayectoria
Se inició en Fedeguayas, pasó por las inferiores de Liga Deportiva Universitaria, Guayaquil City, Independiente del Valle, Atlético Samborondón y Clan Juvenil.
En 2018 llega al Club Atlético Santo Domingo donde logra debutar en la Serie B de Ecuador.

## Selección nacional

### Categorías inferiores

#### Participaciones en Sudamericanos
| Campeonato                     | Sede | Resultado    | Partidos | Goles |
| ------------------------------ | ---- | ------------ | -------- | ----- |
| Juegos Panamericanos Lima 2019 | Perú | Primera fase | 3        | 0     |

#### Participaciones en Copas del Mundo
| Campeonato                  | Sede    | Resultado    | Partidos | Goles |
| --------------------------- | ------- | ------------ | -------- | ----- |
| Copa Mundial Sub-20 de 2019 | Polonia | Tercer lugar | 3        | 0     |

## Estadísticas

### Clubes
Actualizado al último partido jugado el 17 de agosto de 2025.
| Club                             | Div.          | Temporada     | Liga  | Liga  | Copas nacionales | Copas nacionales | Copas internacionales | Copas internacionales | Total | Total |
| Club                             | Div.          | Temporada     | Part. | Goles | Part.            | Goles            | Part.                 | Goles                 | Part. | Goles |
| -------------------------------- | ------------- | ------------- | ----- | ----- | ---------------- | ---------------- | --------------------- | --------------------- | ----- | ----- |
| Atlético Samborondón · Ecuador   | 3.ª           | 2018          | 6     | 0     | —                | —                | —                     | —                     | 6     | 0     |
| Atlético Samborondón · Ecuador   | Total club    | Total club    | 6     | 0     | 0                | 0                | 0                     | 0                     | 6     | 0     |
| Atlético Santo Domingo · Ecuador | 2.ª           | 2018          | 12    | 0     | —                | —                | —                     | —                     | 12    | 0     |
| Atlético Santo Domingo · Ecuador | 2.ª           | 2019          | 20    | 0     | 1                | 0                | —                     | —                     | 21    | 0     |
| Universidad Católica · Ecuador   | 1.ª           | 2020          | 8     | 1     | —                | —                | —                     | —                     | 8     | 1     |
| Atlético Santo Domingo · Ecuador | 2.ª           | 2021          | 12    | 2     | —                | —                | —                     | —                     | 12    | 2     |
| Atlético Santo Domingo · Ecuador | Total club    | Total club    | 44    | 2     | 1                | 0                | 0                     | 0                     | 45    | 2     |
| San Antonio F. C. · Ecuador      | 3.ª           | 2022          | 19    | 4     | —                | —                | —                     | —                     | 19    | 4     |
| San Antonio F. C. · Ecuador      | Total club    | Total club    | 19    | 4     | 0                | 0                | 0                     | 0                     | 19    | 4     |
| Universidad Católica · Ecuador   | 1.ª           | 2023          | 11    | 0     | —                | —                | 0                     | 0                     | 11    | 0     |
| Universidad Católica · Ecuador   | 1.ª           | 2024          | 14    | 0     | 1                | 0                | 4                     | 0                     | 19    | 0     |
| Universidad Católica · Ecuador   | 1.ª           | 2025          | 10    | 0     | 0                | 0                | 5                     | 0                     | 15    | 0     |
| Universidad Católica · Ecuador   | Total club    | Total club    | 43    | 1     | 1                | 0                | 9                     | 0                     | 53    | 1     |
| C. S. Emelec · Ecuador           | 1.ª           | 2025          | 9     | 2     | 0                | 0                | —                     | —                     | 9     | 2     |
| C. S. Emelec · Ecuador           | Total club    | Total club    | 9     | 2     | 0                | 0                | 0                     | 0                     | 9     | 2     |
| Total carrera                    | Total carrera | Total carrera | 121   | 9     | 2                | 0                | 9                     | 0                     | 132   | 9     |
| 1. 2.                            |               |               |       |       |                  |                  |                       |                       |       |       |